# Грей, Джон Гамильтон (политик, Остров Принца Эдуарда)
Джон Гамильтон Грей (англ. John Hamilton Gray, 14 июня 1811 года, Шарлоттаун, Остров Принца Эдуарда — 13 августа 1887 года, Шарлоттаун, Остров Принца Эдуарда, Канада) — канадский военный и политический деятель. Премьер-министр Острова Принца Эдуарда. Является одним из отцов канадской конфедерации — принимал участие в конференциях в Шарлоттауне и Квебеке.

## Биография
Родителей Джона Гамильтона Грея звали Роберт Грей и Мэри Бёрнс. Его отец в 1771 году эмигрировал из Глазго в Виргинию и был лоялистом. После окончания войны за независимость США он переселился сначала в Шелбурн, Новая Шотландия, а затем, в 1787 году по приглашению лейтенант-губернатора острова Эдмунда Фаннинга, на остров Принца Эдуарда. Там он женился на дочери лейтенанта Джорджа Бёрнса, который был значимой фигурой в провинции.
Джон Гамильтон Грей получил образование в Англии, после чего был принят в 7-ю драгунскую гвардию британской армии, где прослужил 21 год, проведя много времени в Индии и на юге Африки. Уволился со службы в 1852 году, однако вернулся на время в 1854 году для участия в Крымской войне. Хотя он не достиг места боевых действий, но отсутствовал на острове около двух лет.
Грей был женат дважды. Первая жена, Сюзан Пиннифазе, с которой у него было как минимум двое детей, умерла в 1866 году после продолжительной болезни. Вступил во второй брак в 1869 году. Со второй женой, Сарой Кэролин Кембридж, имел ещё троих детей. Вспоминая впоследствии о годах на военной службе он говорил, что у него есть дочери в каждой четверти земного шара.

## Политическая карьера
После возвращения со службы в 1852 году он был быстро вовлечён в общественную жизнь острова. В 1854 году он был включён в законодательный совет, который в том же году покинул из-за крымской войны. После возвращения Джон Гамильтон Грей защищал интересы протестантов. Его интересами были религия и школьное образование, которое как и общество, разделилось на протестантское и католическое.
В 1859 году Грей присоединился к протестантскому правительству Эдварда Палмера, а в 1863 году заменил его на посту. Он полагал, что земельные вопросы острова могут разрешиться с объединением британских колоний в Северной Америке. На Шарлоттаунской конференции он был избран её председателем. Вместе с тем, Грей не находил поддержку среди жителей острова, кроме того, как и многие другие, он считал, что в предложенной системе управления конфедерацией остров будет представлен слабо. Всё это, а также болезнь жены, привели к тому, что в 1864 году Грей ушёл из политики.
Он попытался вернуться в политику в 1867 году, но проиграл эти и следующие выборы. Вместе с тем, к тому времени Джон Гамильтон Грей был генерал-адъютантом милиции острова. Работа Грея на этом посту принесла ему большую известность, чем участие в конференциях по объединению.